# Carnaval do Peru

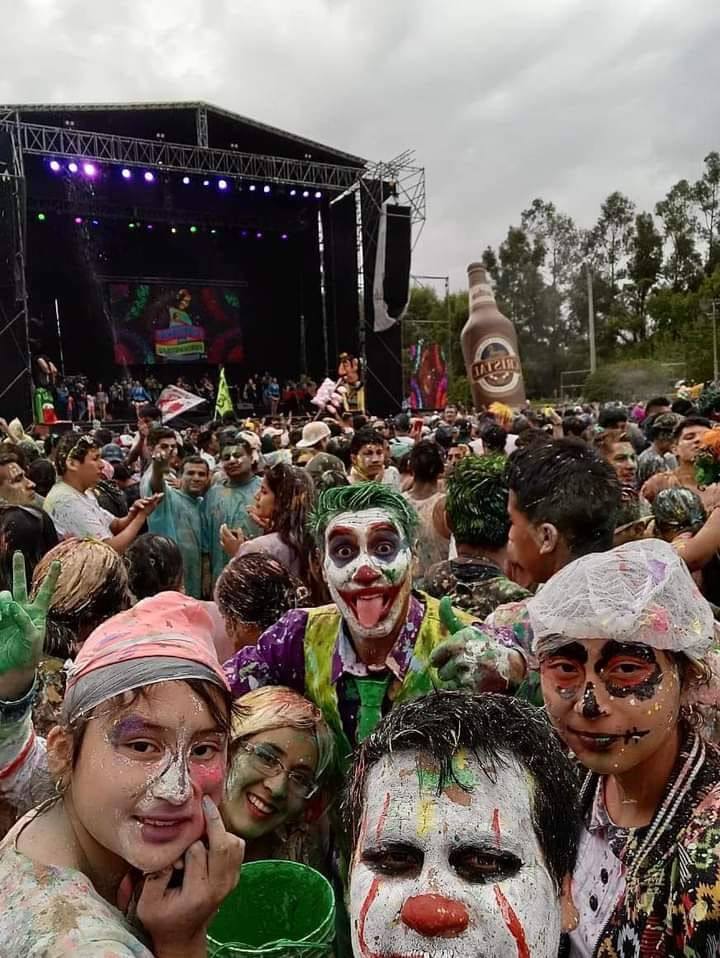
Carnaval de Cajamarca

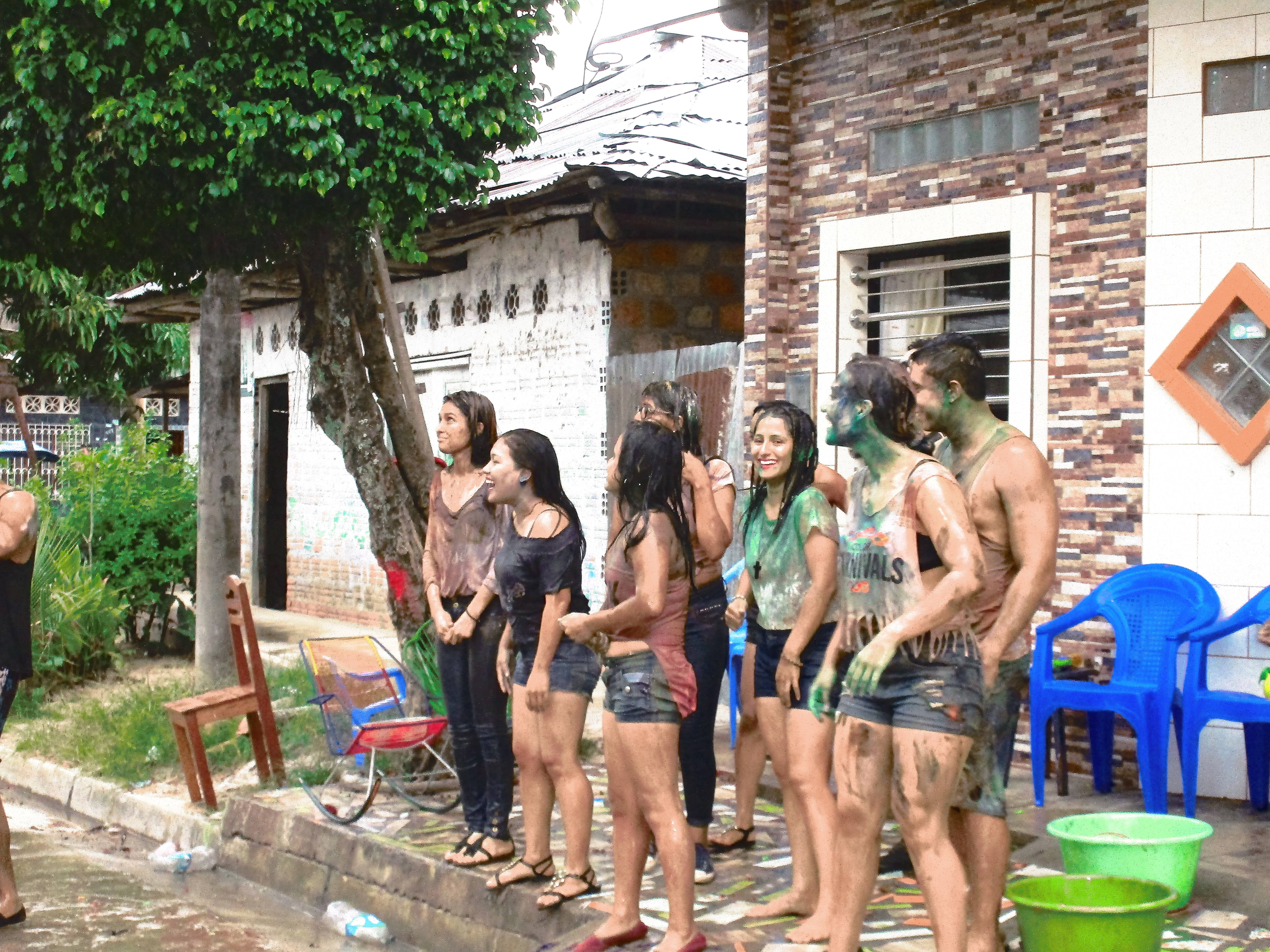
Carnaval de Iquitos, caracterizado pelo uso de água, tinta, bailes e danças artísticas.

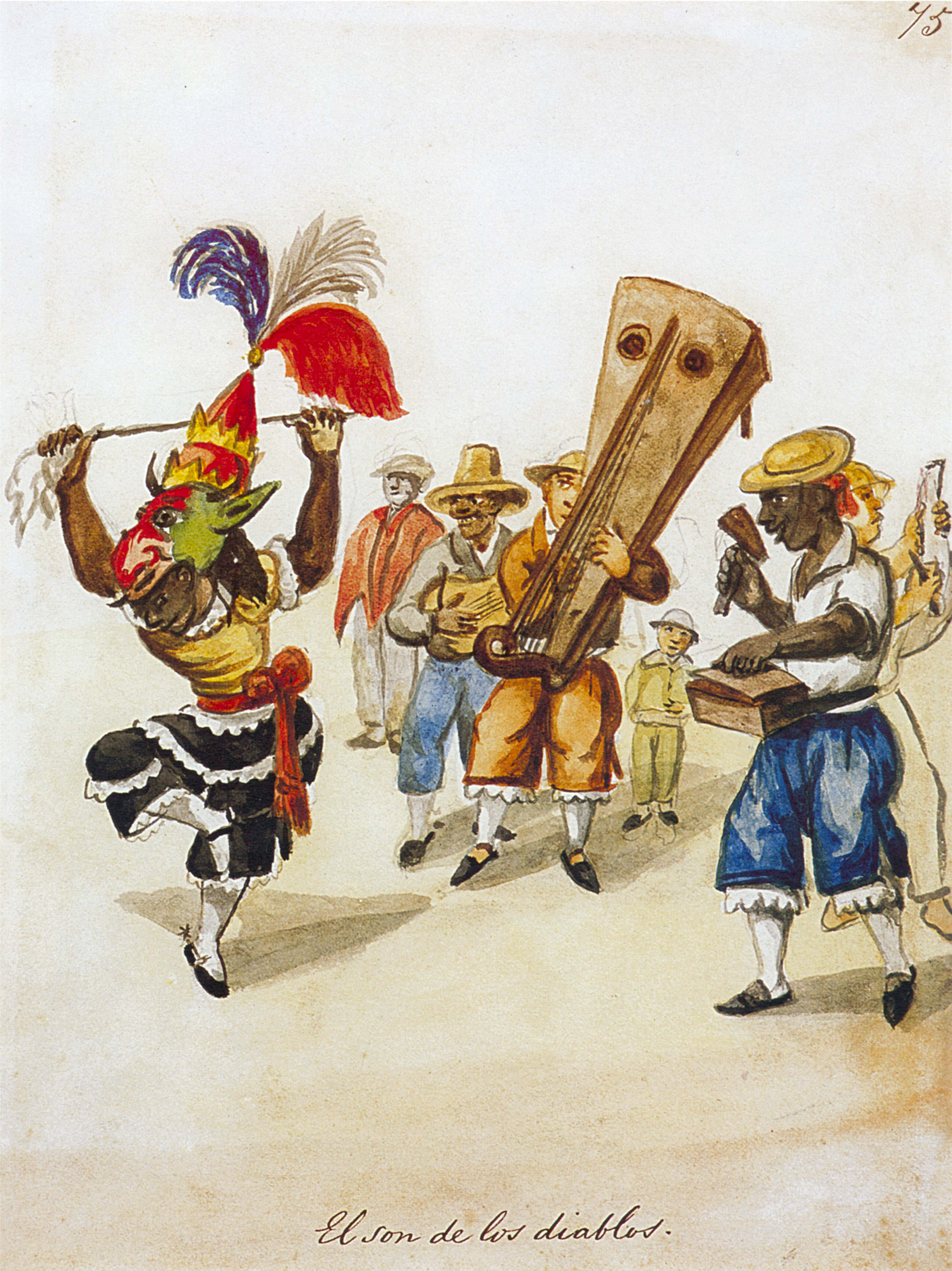
Son de los diablos, dança carnavalesca em Lima durante o século XIX

O carnaval do Peru é uma celebração que ocorre principalmente no mês de fevereiro, marcada por sua diversidade cultural e regional. Cada área do país incorpora elementos únicos em suas festividades, refletindo uma fusão de influências indígenas, africanas e europeias.
Entre os destaques está o carnaval de Cajamarca, frequentemente reconhecido como um dos mais representativos do país, caracterizado por desfiles, músicas, danças e o uso de máscaras tradicionais. Em outras regiões, como Ayacucho e Puno, as celebrações incluem rituais que mesclam práticas andinas com elementos cristãos. As festividades também são acompanhadas por danças folclóricas e prátos típicos, que variam de acordo com a localidade, além do uso da água, farinha, talco e tinta nas brincadeiras.

## História
A festa chegou ao Peru com os primeiros cristãos, mas devido ao processo de aculturação e sincretismo religioso, o carnaval começou a adquirir características próprias.
Durante a era republicana, a popularidade e a selvageria dos carnavais eram tantas que começou uma repressão a esta celebração. Durante o século XIX, alguns viajantes descreviam os carnavais de Lima como uma mistura de selvageria e alegria sem limites, onde era comum jogar água das varandas ou lançar balões cheios de água ou perfume dependendo da classe a que pertenciam. Também havia crônicas que falavam de como durante o carnaval entre 1860 e 1874 era comum ver cenas com feridos e até mortos durante os três dias que durou a festa.
Os carnavais também foram descritos como uma ponte para a satirização das autoridades por parte da população, isto através de máscaras que foram proibidas a nível nacional. Estas máscaras e satirizações foram vistas pelas autoridades como uma falta de respeito pelas hierarquias. Era comum até policiais serem vítimas de jatos d'água nos carnavais.
Esta situação mudou no final do século XIX quando, por proposta de Ricardo Dávalos, foi proposto um carnaval, organizando festas e saídas públicas, seguindo os modelos da Argentina e da Itália. Por volta de 1920, com o governo de Augusto B. Leguía, o carnaval foi mudando e eram comuns os desfiles com carros alegóricos onde a elite se exibia elegantemente vestida. Esse tipo de carnaval foi imposto nas principais cidades do país e em Lima durou até os anos 50.

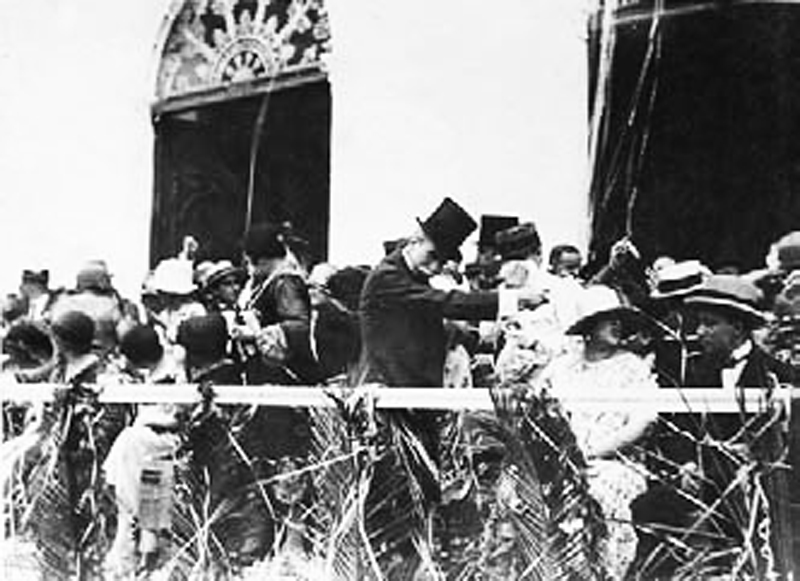
O presidente do Peru Augusto B. Leguía jogando um jato d'água nos carnavais de 1926.

Embora o espírito de alegria e a luxúria transbordante dos carnavais continuasse nos bairros do Peru, tudo isso se configurou novamente pelo fenômeno da migração do campo para a cidade com a qual a população andina trouxe os costumes de seus diversos carnavais para as principais cidades. do Peru.
Os costumes carnavalescos andinos descendem das comemorações das chuvas do mês de fevereiro, por isso os bailes são indissociáveis das festividades carnavalescas. Em muitas cidades do interior do país ainda prevalecem os cultos ao apus e ao pagamento à pachamama durante o carnaval.

## Costumes do carnaval do Peru
O costume carnavalesco mais difundido no Peru é derrubar uma árvore enfeitada com presentes. Esta prática é acompanhada por dançarinos que geralmente giram em torno da árvore dançando acompanhados de música; posteriormente, cada dançarino ou casal bate na árvore com um machado tentando derrubá-la, revezando-se para fazê-lo. Finalmente, quando a árvore é derrubada, as crianças e os adultos correm para esta árvore, que geralmente carrega presentes diferentes de acordo com a área. onde isso é feito. A prática recebe vários nomes dependendo da área, podendo ser cortamonte, yunza, humishas, unshas, etc.

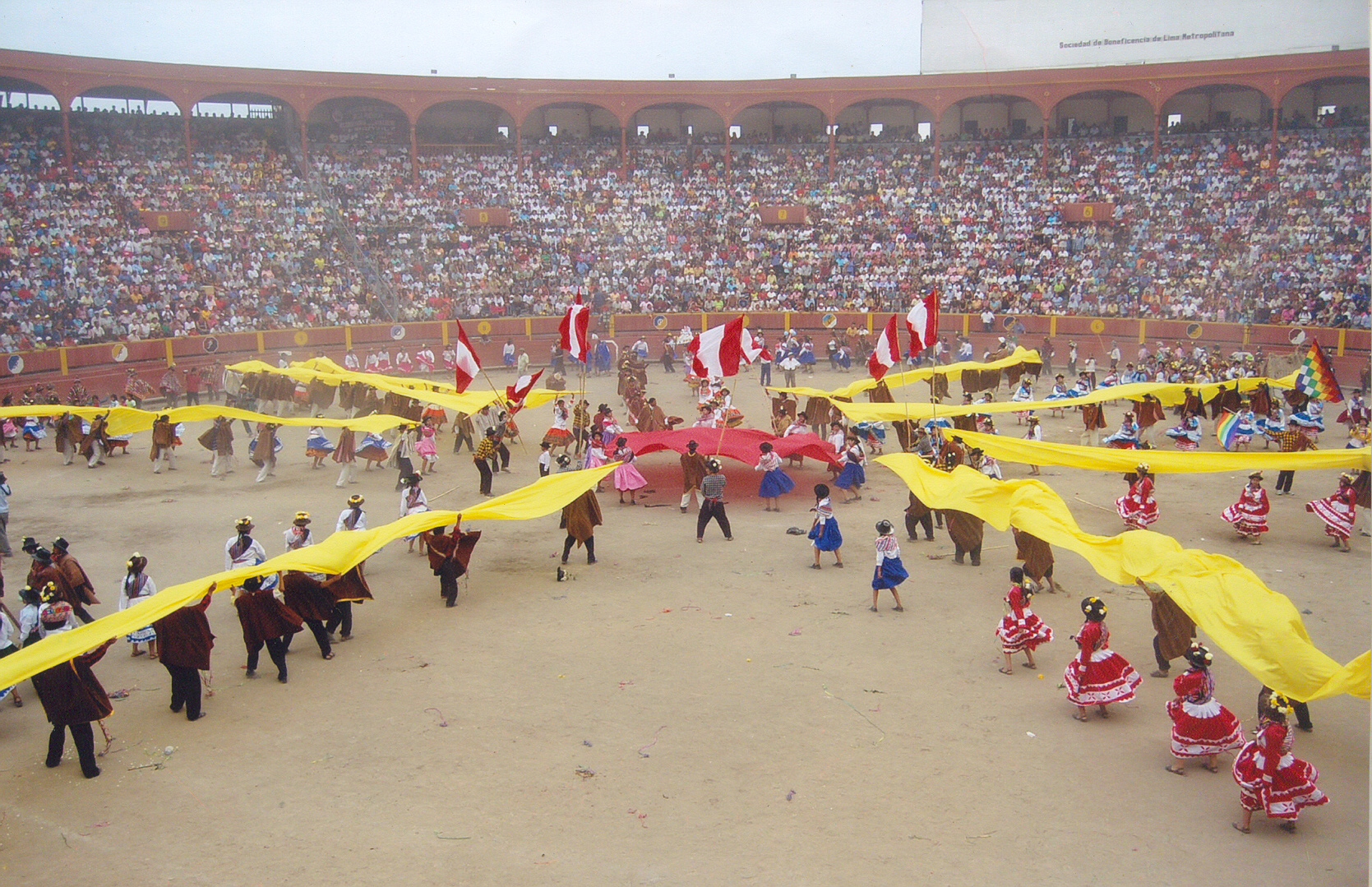
Concurso de carnaval ayacuchano na Plaza de Acho, Lima

Brincar com água é muito difundido em todo o Peru e dura vários dias. Desde o século XX, essa prática é realizada enchendo balões com água ou baldes, perseguindo os moradores até que se molhem; Antigamente eram feitos com ovos cheios de água. No Peru, os homens molham e pintam as mulheres e vice-versa, em jogos que incluem também tinta, talco, índigo, betume ou mesmo lama.
Estas festas têm uma nuance especial, em que se misturam com o natural, com o sobrenatural; o religioso com o pagão; o terreno com o cósmico. Suas origens nos povos antigos vêm de uma mistura de festividades e rituais em homenagem à terra, aos animais e às plantas. Eram amantes da natureza, que consideravam uma divindade. Desta forma, cada cidade desenvolveu a sua própria identidade e forma de expressá-la.

## Carnaval por região

### Cajamarca
Na região de Cajamarca é comum a formação de grupos chamados patrullas. Essas patrullas andam pelas ruas dançando vestidas com fantasias e máscaras multicoloridas; destacando o caráter do virrey encarregado de dirigir a patrulla, esta festa é conhecida como “Concurso de Patrullas y Comparsas”; que acontece um dia antes do conhecido CORSO, conhecido por sua cor e as patrulhas, trupes, carros alegóricos, rainhas da beleza e muito mais saem para percorrer as ruas de Cajamarca.
Grupos com o mesmo traje são chamados de comparsa e além de dançar brincam com água, tinta, betume, entre outros.
O primeiro dia se chama “Entrada del Ño Carnavalón”, este dia é conhecido por ser uma festa cheia de cor, já que os cajamarcanos percorrem as ruas de Cajamarca brincando com pintura, música e muito mais.
No departamento de Cajamarca, a árvore decorada que é derrubada durante os carnavais é chamada de unshas e geralmente são capulís decorados com frutas e presentes. Uma das tradições mais conhecidas do carnaval de Cajamarca é que cada bairro tenha sua própria árvore (unsha) de celebração, que à meia-noite serão derrubados pelos vizinhos, para levarem consigo os presentes, frutas, etc.
No último dia do carnaval de Cajamarca há o "velório" do Ño Carnavalón, um personagem carnavalesco, onde é realizado um concurso de viúvas, no qual homens fantasiados atuam no papel de viúva.

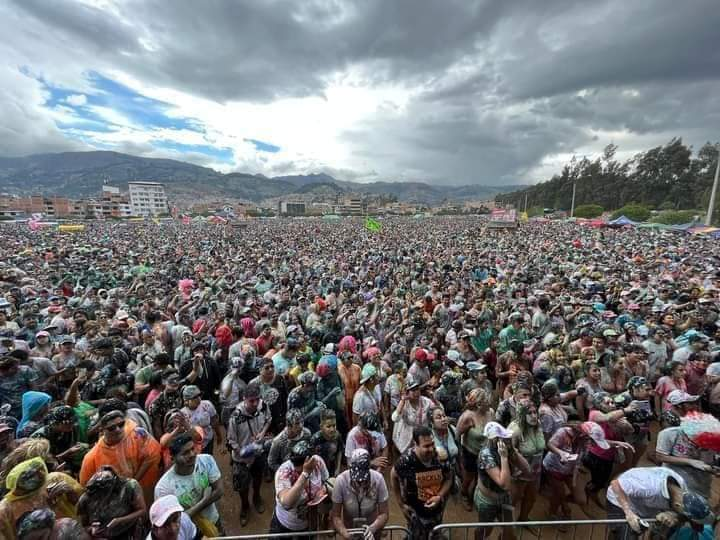
No dia final do carnaval de Cajamarca, se celebra o "velório" do Ño Carnavalón, um personagem carnavalesco

A cidade de Cajamarca é conhecida como a capital do carnaval peruano.

### Ayacucho
Na região de Ayacucho os carnavais são caracterizados pelos cortamontes, os comparsas e os araskaskas. Nas áreas mais altas é realizado o sejollo ou seqollo.
Os grupos de trupes deste festival saem de forma organizada por um líder que vai à frente da trupe, cantando e dançando pelas ruas da cidade com instrumentos musicais como violão, quena, bandolim, etc. Suas vestimentas ou vestimentas são compostas por trajes de vários tipos de vestidos multicoloridos, destacando-se entre eles o traje típico de Huamanga.
O carnaval de Ayacucho foi declarado Patrimônio Cultural da Nação pelo Instituto Nacional de Cultura do Peru.

### Puno
Na região de Puno destaca-se a pandilla puneña, uma dança carnavalesca exclusiva que se realizava antes de 1880. Para os cidadãos de Puno, a pandilla é uma dança muito especial que não está incluída nas competições carnavalescas, mas sim possui competições exclusivas de pandillas. Outras danças nativas associadas ao carnaval de Puno são os q'ajelos, a wifala, as tarkeadas, chacalladas, pinkilladas, as tokoro, os ch'ullas, kashuas, moldoceñadas, entre outros.
No caso de q'ajelo, k'ajelo ou karabotas, é uma dança carnavalesca em áreas pastoris em que os homens representam o rapto de mulheres.
A wifala ou wiphala, é uma dança carnavalesca que se divide em 3 partes: a pandilla, a guerra e o cacharpari; Esta dança é acompanhada musicalmente por um grupo de pinkillos.
O carnaval de Arapa é outra das danças simbólicas do carnaval originário do entorno da lagoa Arapa, ao norte da cidade de Puno, especificamente na província de Azángaro. É uma dança erótica e agrícola que cultua o amor, a fertilidade e a pachamama. Destaca-se também a dança do carnaval de Qopamayo e o carnaval de Santiago de Pupuja foi declarado pelo INC como patrimônio cultural da nação peruana.

### Tacna
Na região de Tacna destacam-se as anatas, tarkadas e orquestras. Embora em algumas áreas da província de Tarata (Tarucachi e Estique) ainda sobreviva a dança bijuala, executada pelos mais velhos.
A zona andina de Candarave se caracteriza por formar grupos de dançarinos chamados gangues que dançam ao ritmo de tarkas e assobios, percorrendo as casas e convidando os vizinhos para participar da festa.

### Amazonas
As árvores que enfeitam os carnavais são chamadas de humishas na região de Amazonas; Uma característica das humishas é a decoração com apanhador de sonhos, espelhos, correntes e até animais vivos. Os casais dançam formando pandillas, que geralmente são 2, cada pandilla com um grande número de dançarinos.